# Marollette
Marollette – miejscowość i gmina we Francji, w regionie Kraj Loary, w departamencie Sarthe.
Według danych na rok 1990 gminę zamieszkiwało 147 osób, a gęstość zaludnienia wynosiła 26 osób/km² (wśród 1504 gmin Kraju Loary, Marollette plasuje się na 1089. miejscu pod względem liczby ludności, natomiast pod względem powierzchni na miejscu 1165.).